# Kate NV
Kate NV est le pseudonyme de la musicienne russe Katya Shilonosova originaire de Kazan.

## Biographie
Katya Shilonosova est née et a grandi à Kazan. Elle déménage à Moscou à 23 ans. Elle est cofondatrice du groupe post punk garage Glintshake dans lequel elle chante. Elle joue aussi avec Moscow Scratch Orchestra, un collectif qui revisite la musique du compositeur britannique Cornelius Cardew. Elle publie en 2013 un premier Ep en solo baptisé Pink Jungle sur le label moscovite Apr Music. Elle participe à la Red Bull Music Academy à Tokyo en 2014,. Son premier album solo Binasu est publié en 2016 par le label américain Orange Milk en cassette puis réédité en vinyle par le label parisien Mind records l'année suivante,,. Le deuxième Для est publié en juin 2018 par le label RVNG Intl. (en). 2020 voit la sortie du troisième album Room for the Moon.